# Callithrix flaviceps
Callithrix flaviceps är en däggdjursart som först beskrevs av Thomas 1903.  Callithrix flaviceps ingår i släktet Callithrix och familjen kloapor. IUCN kategoriserar arten globalt som akut hotad. Inga underarter finns listade.
Denna silkesapa förekommer i östra Brasilien i delstaterna Espírito Santo och Minas Gerais. Arten vistas där i kulliga områden och i låga bergstrakter. Habitatet utgörs av tempererade och kyliga skogar.
Liksom hos andra kloapor bilder individerna flockar med cirka 5 till 15 medlemmar. Gruppens revir är 10 till 40 hektar stort. Vanligen föder bara en hona i flocken ungar. Födan utgörs av olika växtdelar, naturgummi och några smådjur som insekter, grodor och ödlor.
Den genomsnittliga kroppsvikten är 405 gram. Arten når en kroppslängd (huvud och bål) av 22 till 25 cm och en svanslängd av 30 till 35 cm. Håren som bildar ovansidans päls är svarta nära roten och gråbruna med gul skugga vid spetsen vad som ger ett spräckligt utseende. På undersidan är pälsen mer gulorange. Huvudet kännetecknas av 2 till 5 cm långa gulvita tofsar på öronen. Även andra delar av pälsen kring ansiktet är gulvita förutom helt vita områden kring munnen. Liksom hos andra medlemmar i undersläktet Callithrix har svansen mörka och ljusa ringar.